# Les Aiglons
Les Aiglons war eine Rockband aus Lausanne, die 1963 mit der Space-Rock-Single Stalactite international bekannt wurde.
Les Aiglons wurde 1961 von Jugendlichen gegründet. Die Formation bestand zu Erfolgszeiten aus Léon Francioli und Laurent Florian (Gitarre), Antoine Ottino (Bass), Christian Schlatter (Schlagzeug) und Jean-Marc Blanc (Organist). Die Single Stalactite wurde von Blanc geschrieben und im Mai 1963 in Paris aufgenommen, unter Ken Lean, dem musikalischen Direktor bei Eddie Barclay. Sie wurde als EP auf dem Diskothekenlabel Golf-Drouot herausgebracht und war in mehreren Ländern ein Erfolg. In den USA veröffentlichten die Aiglons unter dem Namen The Eagles. Es folgte eine Frankreich-Tournee. Im selben Jahr erschien die zweite EP Panorama, 1964 folgte Tennessee. Ebenfalls 1964 wurde eine LP veröffentlicht, auf der eine Zusammenstellung von Liedern ihrer EPs enthalten war. Mit Rosko erschien 1965 noch eine weitere EP, danach lösten sie sich auf.
Ab 1990 brachten die Aiglons verschiedene Zusammenstellungen auf CD heraus. Für die Single Trente ans après reformierten sie sich 1992.

## Diskografie (Auszug)
- 1963: Stalactite / T'en va pas / Christine / Marie-Line (EP)
- 1963: Panorama / Dans le vent / De l'amour / Expo 64 (EP)
- 1964: Tennessee / Europa / Troika / Sunday Stranger (Bal 10.10) (EP)
- 1964: Les Aiglons / Moustique (LP)
- 1965: Rosko / Patricia / Rêverie / California (EP)
- 1992: Trente ans après (Single)